# إيدوارد بايلز كوويل
إيدوارد بايلز كوويل (بالإنجليزية: Edward Byles Cowell) هو مترجم ومختص في الشعر الفارسي.